# Karolina Byström
Karolina Byström, född 2 februari 1872, död 3 juni 1964, var en svensk som överlevde förlisningen av RMS Titanic.
Hon var född som dotter till en välbärgad bonde i Högbo. Hon bosatte sig i USA 1890, och gifte sig 1899 med Louis Byström. Paret var bosatta i New York. 
Hon var en av sex svenskar som reste i andra klass på Titanic, vid sidan av Dagmar Bryhl, Kurt Bryhl, Ingvar Enander, Johan Erik Kvillner och Ernst Adolf Sjöstedt. Hon hade biljettnummer 236852, och steg ombord i Southampton. Hon reste ensam, och återvände till sin bostad i New York efter ett besök i Sverige.  
I egenskap av kvinnlig passagerare i andra klass hade Byström inga svårigheter att få en plats i en livbåt. Hon blev väckt av en steward som knackade på dörren, klädde på sig, gick ut och fick plats i en livbåt. Hon klädde sig så hastigt att hon fortfarande bar sitt nattlinne under kläderna. Det är inte känt i vilken livbåt hon evakuerades. Hon stämde senare bolaget vita stjärnlinjen för kompensation för sitt förlorade bagage.